# Сомнер (лунный кратер)
Кратер Сомнер (лат. Sumner) — крупный древний ударный кратер в северном полушарии обратной стороны Луны. Название присвоено в честь американского мореплавателя разработавшего методы астрономической навигации Томаса Сомнера (1807—1876) и утверждено Международным астрономическим союзом в 1970 г. Образование кратера относится к нектарскому периоду.

## Описание кратера
Ближайшими соседями кратера являются кратер Джордано Бруно на западе-юго-западе; кратер Харкеби на западе-северо-западе; кратер Сисакян на севере; кратер Гарриот на юго-востоке и кратер Сцилард на юго-западе. Приблизительно в 30 км от северной части вала кратера Сомнер начинается цепочка кратеров Сомнера тянущаяся в восточном-юго-восточном направлении. Селенографические координаты центра кратера 37°37′ с. ш. 108°46′ в. д. / 37,62° с. ш. 108,76° в. д., диаметр 52,9 км, глубина 2,35 км.
Кратер Сомнер имеет полигональную форму и полностью разрушен превратившись в понижение местности. Остатки вала перекрыты множеством небольших кратеров, наиболее различимы в западной части.  Дно чаши пересеченное, с обилием маленьких и мелких кратеров, слабо отличается от окружающей местностью. В западной части чаши расположен приметный чашеобразный кратер.

## Сателлитные кратеры

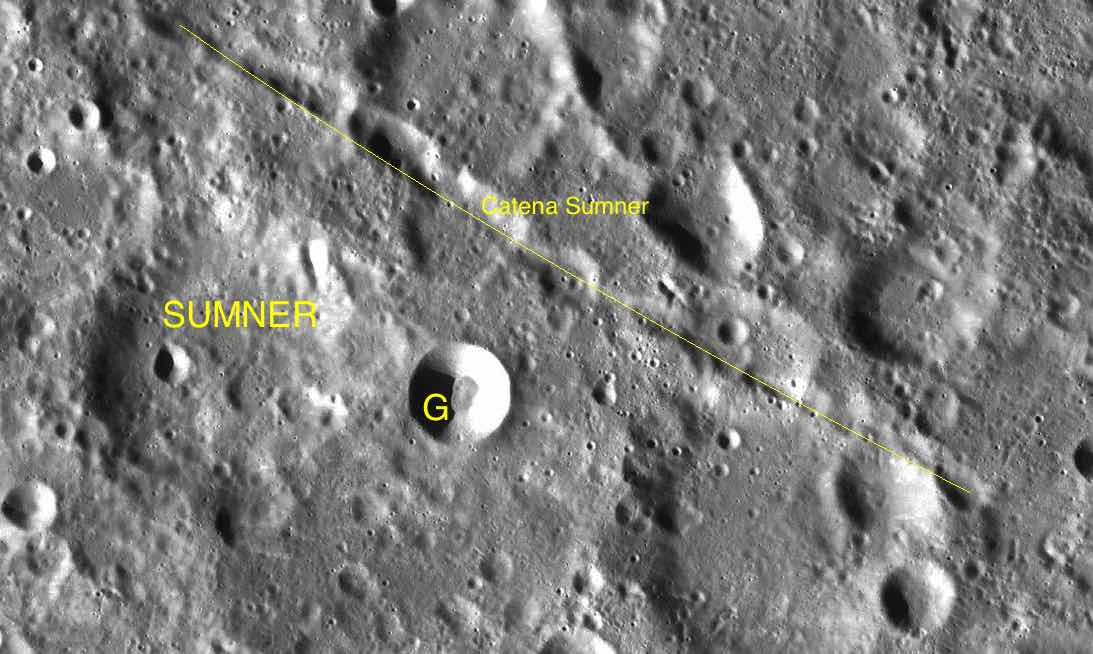
Фрагмент карты LAC-30.

| Сомнер | Координаты                                              | Диаметр, км |
| ------ | ------------------------------------------------------- | ----------- |
| G      | 37°25′ с. ш. 110°25′ в. д. / 37,42° с. ш. 110,42° в. д. | 17,5        |

## См.также
- Список кратеров на Луне
- Лунный кратер
- Морфологический каталог кратеров Луны
- Планетная номенклатура
- Селенография
- Минералогия Луны
- Геология Луны
- Поздняя тяжёлая бомбардировка